# معصرة عرفة
قرية معصرة عرفه هي إحدى القرى التابعة لمركز أطسا في محافظة الفيوم في جمهورية مصر العربية. حسب إحصاءات سنة 2006، بلغ إجمالي السكان في معصرة عرفه 2979 نسمة، منهم 1556 رجل و1423 امرأة.